# María del Rosario Rueda Cuerva
María del Rosario Rueda Cuerva es una profesora e investigadora española, catedrática del Departamento de Psicología Experimental de la Universidad de Granada.

## Trayectoria
Profesora titular desde 2010, imparte clases de Neurociencia Cognitiva y dirige el laboratorio de Neurociencia Cognitiva del Desarrollo en el Centro de Investigación Mente, Cerebro y Comportamiento (CIMCYC) de la Universidad de Granada.
Sus líneas de investigación se centran en estudiar el desarrollo de la atención y las funciones ejecutivas en bebés y niños, las bases cerebrales de dicho desarrollo, así como el entrenamiento de la atención y su impacto a nivel cerebral. Entre las iniciativas llevadas a cabo destaca un Programa de Entrenamiento Cognitivo (PEC), desarrollado junto a la empresa Smartick, que permite mejorar dominios cognitivos esenciales como la atención, la memoria, la percepción y el razonamiento a través de actividades en línea, así como mejorar el rendimiento académico.
Es fundadora de Neuromindset, spin-off de la Universidad de Granada que ofrece servicios de formación a padres y educadores para que promuevan el máximo potencial de desarrollo cognitivo, social y emocional de los niños, y junto a Bit&Brain Technologies investiga las bases electrofisiológicas de las emociones en bebés.